# Leo Frenssen
Leonard (Leo) Hubert Frenssen (Maaseik, 9 juli 1880 – Antwerpen, 19 juli 1946) was een Belgisch volksvertegenwoordiger en excentriek wereldverbeteraar.

## Levensloop
Frenssen leerde als veertienjarige het smedersvak en werd metaalbewerker. Hij was medeoprichter van de Universeele Humanistische Vereeniging, die van 1919 tot 1921 de Vlaamse afdeling van de pacifistische Clartégroep werd. Hij was daarna van politieke overtuiging communist, maar werd in 1932 uit de KPB gesloten als trotskistisch handlanger van het fascisme.
Hij werd een excentriek figuur die in Antwerpen zijn eigen eenmanspartij, de Technocratische Partij, oprichtte en zijn zelfgemaakt blad De Voorlichter verkocht op straat. De stad doorkruiste hij in alle richtingen met zijn bakfiets. In Brussel werd hij door burgemeester Adolphe Max na een betoging negen dagen opgesloten in een psychiatrische instelling. Dit kwetste het Antwerpse chauvinisme. Bij zijn terugkeer in Antwerpen werd hij triomfantelijk onthaald. Hij ageerde in 1936 tegen Rex met een programma waarin communistische en Vlaamsgezinde programmapunten voorkwamen.
Hij werd in oktober 1938 verkozen tot gemeenteraadslid van Antwerpen en vervulde dit mandaat tot aan zijn dood. Tot zijn programmapunten behoorden:
- betere lichtinval en zonneschijn in de woningen,
- de stad Antwerpen overspannen met een reuzenzeil,
- volledige spreekvrijheid in open lucht,
- arbeid beperken tot drie maanden per jaar.

Hij kreeg in de Antwerpse gemeenteraad vijf andere medeverkozenen van zijn partij, onder wie al heel vlug onenigheid ontstond. In 1939 deed hij dat verkiezingssucces nog eens over en werd hij lid van de Kamer van volksvertegenwoordigers voor het arrondissement Antwerpen. Hij bleef gemeenteraadslid en Kamerlid tot aan zijn dood in 1946.
Frenssen verzette zich tegen het antisemitisme en de deportatie van Joden door de nazi's. Na de Tweede Wereldoorlog nam hij het op voor de collaborateurs en ging sommigen in de gevangenis opbeuren. 
Frenssen wordt soms vergeleken met Marc Baert, een andere excentrieke wereldverbeteraar die in Antwerpen zijn eigen eenmanspartij Kaganovemus oprichtte en tevergeefs probeerde verkozen te raken tijdens gemeenteraads- en andere verkiezingen.

## Publicatie
- Waarheen?: kan de crisis nog opgelost worden?, Antwerpen, 1931
- De vakbonden in gevaar, Antwerpen, 1936.